# Prêmio Robert Koch
O Prêmio Robert Koch (em alemão:  Robert-Koch-Preis) é uma das mais prestigiadas condecorações científicas da Alemanha. Concedido desde 1960, sob os auspícios do Ministro da Saúde da Alemanha, em reconhecimento da excelência do trabalho internacional de pesquisadores em ciências da vida. Incentiva especialmente a pesquisa básica na área das doenças infecciosas e doenças comuns como o câncer.
É concedido em memória de Robert Koch pela Fundação Robert Koch, dotado com € 100.000, sendo um dos prêmios em medicina de maior dotação da Alemanha. A Fundação Robert Koch também concede a Medalha de Ouro Robert Koch pela obra em vida.

## Recipientes
- 1960 Hugo Braun, René Dubos, Toshiaki Ebina, Ludwig Heilmeyer, Franz Redeker e Josef Tomcsik
- 1962 John Franklin Enders, Albert Sabin e Jonas Salk
- 1963 Tomizo Yoshida
- 1965 Gertrud Meißner
- 1966 Karl Bartmann
- 1968 Heinz Stolp, Arthur Brockhaus e Hans-Werner Schlipköter
- 1970 William McPhee Hutchison e Jørgen C. Siim, Pirjo Mäkelä
- 1971 Gertrude Henle e Werner Henle
- 1972 Lubertus Berrens e Alain de Weck
- 1973 Jean Lindenmann e Hans Gerhard Schwick
- 1974 Norbert Hilschmann
- 1975 Harald zur Hausen e Heinz-Günter Wittmann
- 1976 Richard Alan Finkelstein e Mark Henry Richmond
- 1977 Jean Dausset e Jon van Rood
- 1978 Albrecht Kleinschmidt e Heinz Ludwig Sänger
- 1979 Ruth Arnon e Peter Starlinger
- 1980 César Milstein e Lewis William Wannamaker
- 1981 Robert Merritt Chanock e Lars Åke Hanson
- 1982 Raymond Leo Erikson e Franz Oesch
- 1983 Werner Goebel e Robert Allan Weinberg
- 1984 Walter Doerfler e Stuart Franklin Schlossman
- 1985 Stefania Jabłońska e Gérard Orth
- 1986 Susumu Tonegawa
- 1987 Mario Rizzetto, Rudolf Rott e John Skehel
- 1988 Donald Metcalf
- 1989 Irun Cohen e Alex J. van der Eb
- 1990 Lloyd John Old
- 1991 Walter Fiers e Tadatsugu Taniguchi
- 1992 Kary Mullis
- 1993 Hans-Georg Rammensee, Daniel W. Bradley e Michael Houghton
- 1994 Volkmar Braun e Manuel Elkin Patarroyo
- 1995 Shigekazu Nagata e Peter Heinrich Krammer
- 1996 Fritz Melchers e Klaus Rajewsky
- 1997 Philippe Sansonetti
- 1998 Yuan Chang e Patrick S. Moore
- 1999 Ralph Steinman
- 2000 Stanley Falkow
- 2001 Axel Ullrich
- 2002 Rudolf Jaenisch
- 2003 Adriano Aguzzi
- 2004 Shizuo Akira, Bruce Beutler e Jules Hoffmann
- 2005 Brian Druker
- 2006 Peter Palese e Yoshihiro Kawaoka por trabalhos de pesquisa sobre o vírus da gripe
- 2007 Pascale Cossart por seu trabalho de pesquisa na área da microbiologia celular
- 2008 Hans Robert Schöler, Irving Weissman e Shinya Yamanaka por trabalhos de pesquisa na área das células-tronco
- 2009 Carl F. Nathan por trabalhos de pesquisa sobre os mecanismos da defesa antibacteriana
- 2010 Max Dale Cooper por suas contribuições para o entendimento do papel de diversas populações de linfócitos na defesa imunológica
- 2011 Jorge Galán por suas contribuições fundamentais para a análise molecular do processo de infecção
- 2012 Tasuku Honjo por seu trabalho pioneiro sobre a otimização natural de reações imunológicas
- 2013 Jeffrey Ivan Gordon por seus estudos pioneiros do microbioma humano
- 2014 Jean-Laurent Casanova e Alain Fischer por seu trabalho pioneiro na compreensão dos genes do hospedeiro e seus produtos em doenças infecciosas
- 2015 Ralf Bartenschlager e Charles M. Rice
- 2016 Alberto Mantovani, Michel Claudio Nussenzweig
- 2017 Rafi Ahmed e Antonio Lanzavecchia
- 2018 Jeffrey Ravetch
- 2019 Rino Rappuoli[2]
- 2020 Shimon Sakaguchi
- 2021 Yasmine Belkaid e Andreas Bäumler por trabalhos sobre a importância da microflora para o sistema imunológico humano[3]